# Estradiol
Estradiol oder Östradiol, gelegentlich abgekürzt mit E2, ist ein Sexualhormon und im Vergleich mit Estron und Estriol das wirksamste natürliche Estrogen (Östrogen). Es wird vor allem in den Follikeln der Eierstöcke gebildet.

## Eigenschaften
Bei Frauen wird die größte Menge des Estradiols von Granulosazellen der Eierstöcke produziert. Über die Zwischenstufe Androstendion wird in den Theca-folliculi-Zellen der Vorläufer Estron gebildet. Daneben wird Estradiol im Mutterkuchen (während der Schwangerschaft) und in geringeren Mengen auch in der Nebennierenrinde und – bei Männern – in den Hoden gebildet. In Fettzellen kann Testosteron in Estradiol umgewandelt werden. Estradiol wird auch im Gehirn hergestellt und in Arterien. Estradiol wird auch bei Männern als ein aktives metabolisches Produkt des Testosterons gefunden. Das Serumniveau von Estradiol bei Männern liegt zwischen 14 und 55 pg/mL und ist mit dem einer Frau in den Wechseljahren vergleichbar (< 35 pg/mL).
In vivo, also im lebendigen Organismus, ist Estradiol mit Estron austauschbar; die Umwandlung von Estradiol in Estron ist möglich. Estradiol beeinflusst hauptsächlich die Sexual- und reproduktive Funktion, wirkt aber auch auf andere Organe, wie beispielsweise die Knochen.
Estradiol besitzt zwei Hydroxygruppen in seiner Molekülstruktur und wird daher als E2 bezeichnet, Estron dagegen mit nur einer Hydroxygruppe als E1 und Estriol mit drei als E3. Estradiol ist etwa zehnfach potenter als Estron und circa 80-fach potenter als Estriol, was seine estrogenen Effekte betrifft. Außer während der frühen proliferativen Phase des Menstruationszyklus ist sein Serumniveau etwas höher als das des Estrons während der reproduktiven Jahre einer Frau; deshalb ist Estradiol das vorherrschende Estrogen während der reproduktiven Jahre, was die Absolutspiegel im Serum und die estrogene Aktivität betrifft. Das vorherrschende zirkulierende Estrogen im Körper ist während der Postmenopause Estron, während einer Schwangerschaft dagegen Estriol.

## Wirkung

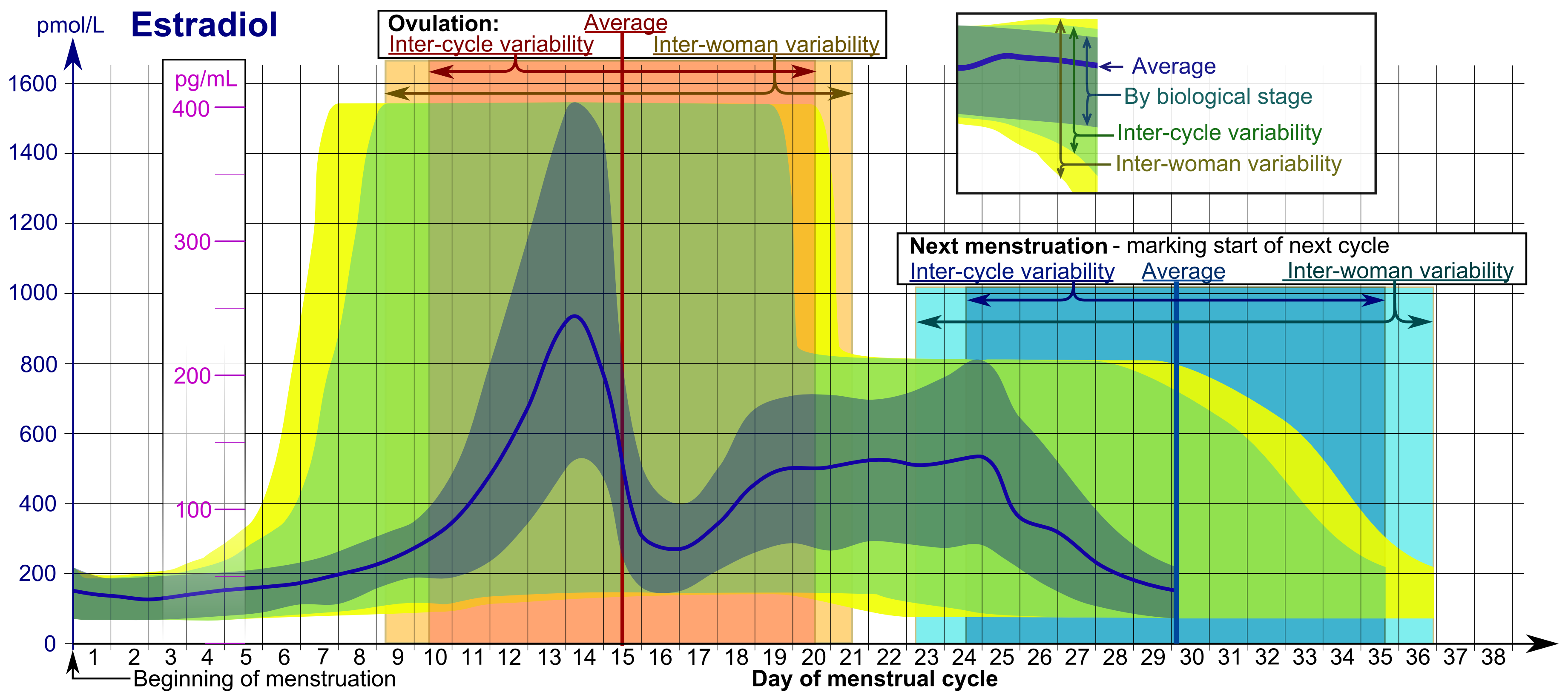
Estradiol-Referenzwerte im Blut

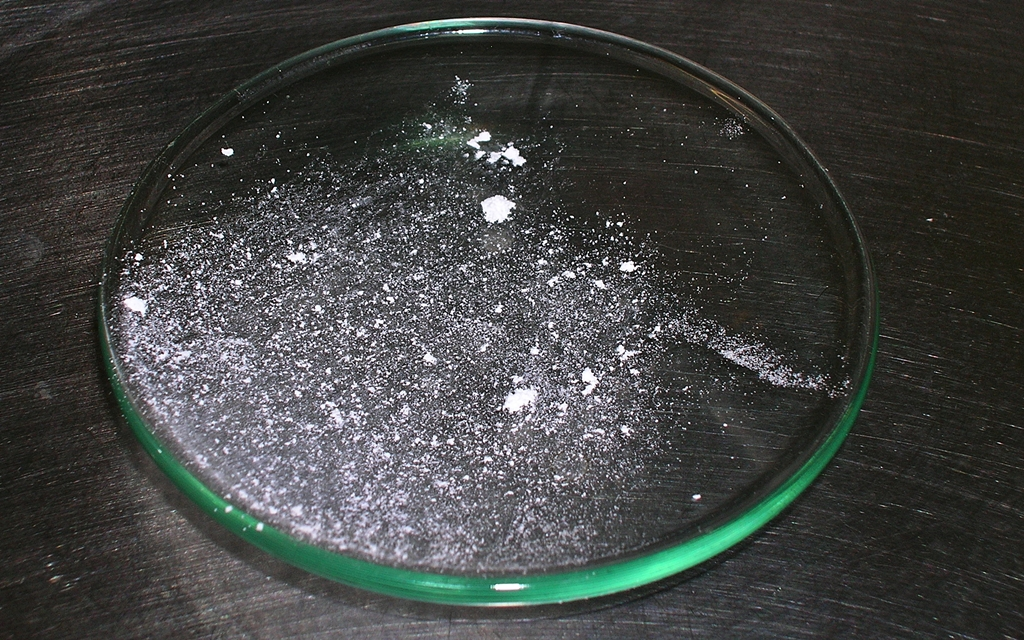
Estradiolbenzoat, mikronisiert, auf einer Uhrglasschale

Estrogene fördern das Wachstum von Vagina (Scheide), Gebärmutter, Eierstock und Eileiter sowie die Ausbildung sekundärer weiblicher Geschlechtsmerkmale.
Im Rahmen des Menstruationszyklus haben Estrogene starken Einfluss auf die Gebärmutter. Sie regen in der Anfangsphase des menstruellen Zyklus das Endometrium zum Wachstum an, die Muskelfasern nehmen an Anzahl und Größe zu, und die Durchblutung wird angeregt. Des Weiteren wird der Cervixschleim spinnbar. Auch auf das Epithel der Vagina konnte der zyklische Einfluss von Estrogenen nachgewiesen werden. Estrogene haben jedoch einen nachteiligen Effekt auf die Knorpelbildung, im Gegensatz zu ihrem hormonellen Gegenstück, dem Testosteron. Die Estradiolkonzentration liegt bei der Menstruation bei < 50 pg/ml. Mit der Ovarialfollikelbildung erreicht sie einen Höhepunkt von 200 pg/ml, sinkt kurzzeitig beim Eisprung und steigt kurzzeitig in der Gelbkörperphase an, um anschließend auf Normalniveau zu sinken, wenn keine Schwangerschaft vorliegt.
Während einer Schwangerschaft steigt der Blutspiegel von Estrogenen bis zur Geburt auf das 10- bis 100-fache an, da ab dem achten Tag nach der Befruchtung in der Plazenta (Mutterkuchen) Choriongonadotropin (hCG) produziert wird, das die Umwandlung des Gelbkörpers in das Corpus luteum graviditatis bewirkt. Corpus luteum graviditatis und Plazenta sorgen während der Schwangerschaft für hohe Spiegel an Estrogen und Progesteron. Dadurch wird eine Menstruation unterbunden sowie das Wachstum von Gebärmutter und Frucht begünstigt.
Laut einer bisher nicht reproduzierten Studie besteht eine Korrelation zwischen höheren Estradiol-Werten sowie der selbst- und fremdeingeschätzten Attraktivität und der Neigung zu Sex außerhalb einer festen Beziehung.
Estradiol hat einen erhöhenden Einfluss auf die Knochendichte. Die Wahrscheinlichkeit für Brust- und Eierstockkrebs steigt mit der Estradiolkonzentration. Beim Mann kann ein erhöhter Estrogenspiegel zu Verweiblichung führen.
Es wird außerdem illegal zur Gewichtszunahme bei der Ochsenmast verwendet.

## Biochemie
Im Organismus ist Cholesterol der Ausgangsstoff für die Estradiol-Synthese. Über Pregnenolon, Progesteron, 17α-Hydroxyprogesteron, Androst-4-en-3,17-dion, Testosteron und 19-Hydroxytestosteron entsteht durch eine Aromatase schlussendlich das Estradiol. Durch Oxidation der OH-Gruppe in Position 17 kann es in Estron überführt werden. Abgebaut wird Estradiol durch 4-Hydroxylierung mittels CYP1B1.
Steroidhormone können als Lipide frei im Körper durch Zellmembranen diffundieren und aktivieren die Genexpression durch Bindung an den Rezeptor, welcher meist gleichzeitig ein Transkriptionsfaktor ist. Im Gegensatz zu vielen anderen Hormonen (zum Beispiel Adrenalin) müssen Steroidhormone in die Zielzelle eindringen. Im Cytosol der Zelle bindet das Hormon an seinen Hormonrezeptor (in diesem Falle an einen Estrogenrezeptor). Der Komplex aus Hormon und Rezeptor wird in den Zellkern transportiert. Dort wird die Transkription von mRNA bestimmter Gene veranlasst. Dies ist der erste Schritt zur Synthese von Proteinen. Seine volle Wirkung erreicht dieses Hormon erst nach Stunden, nicht innerhalb von Minuten, weil sein biologischer Effekt von der Synthese dieser neuen Proteine abhängt.
Das Estradiol im Serum ist größtenteils an das sexualhormon-bindende Globulin und Albumin komplexiert. Etwa 2,21 % des Estradiols sind biologisch aktiv. Über den enterohepatischen Kreislauf wird ein Teil resorbiert. Estradiol wird durch Glucuronidierung und Sulfatierung in der Leber verstoffwechselt und im Urin ausgeschieden.

## Derivate des Estradiols
- Ethinylestradiol, häufig die estrogene Komponente in Kombinationspräparaten der Antibabypille
- Mestranol, ein Prodrug (eine inaktive Vorstufe) von Ethinylestradiol

## Neuropsychopharmakologie
In einer randomisierten, doppelblinden, placebokontrollierten Studie wirkte Estradiol geschlechtsspezifisch auf das Fairnessempfinden. Es erhöhte die Akzeptanz von 'fairen' Vorschlägen, einen Geldbetrag aufzuteilen, bei Männern und verringerte sie bei Frauen.

## Handelsnamen
Monopräparate
Climara (CH), Dermestril (D), Divigel (CH), Estraderm (D), Estradot (D, A, CH), Estramon (D, A, CH), Estreva (D), Estrifam (D), Estring (D, CH), Estrofem (A, CH), Estrogel (A), Estronorm (D), Fem7 (D), Femoston mono (D, CH), Gynokadin (D), GynPolar (D), Klimapur (A), Oestrogel (CH), Sandrena (CH), Systen (CH), Vagifem (CH), Generika (D), Linoladiol N Creme (D)
Kombinationspräparate
Activelle (D, A, CH), Angeliq (D, A, CH), Climen (CH), Clionara (D), Cutanum (D), Estalis (D, A, CH), Estragest (D, CH), Fem7 Combi (D), Femoston (D, A, CH), Gynamon (D), Gynodian (CH), Indivina (CH), Kliogest (D, A, CH), Merigest (CH), Novofem (D, CH), Osmil (D), Sequidot (D), Triaval (CH), Trisequenz (A, CH)